# Castelo de Lagos
O Castelo de Lagos, oficialmente conhecido como Muralhas e Torreões de Lagos e Cerca Urbana e Frente Fortificada de Lagos, é um monumento militar na cidade de Lagos, na região do Algarve, em Portugal. Embora o conjunto das estruturas defensivas da cidade seja conhecido como Castelo de Lagos, esta designação aplica-se principalmente à fortaleza conhecida como Castelo dos Governadores, enquanto que o restante perímetro, composto por vários lanços de muralha e baluartes, é conhecido como Muralhas de Lagos.
A zona onde se situa a moderna cidade de Lagos, na margem direita da Ribeira de Bensafrim, poderá ter sido fundada pelos cartagineses em meados do primeiro milénio a.C. Esta povoação teria provavelmente algumas estruturas defensivas, mas a primeira fortificação equiparada a um castelo só terá sido construída durante a época islâmica, sendo provavelmente uma alcáçova, que poderá ter sido a origem do posterior Castelo dos Governadores. Após a reconquista, iniciou-se a construção de um conjunto de muralhas em redor da cidade, que nessa altura seria apenas a área entre a Porta de São Gonçalo, a Porta da Vila, o castelo e a futura Igreja de Santo António. As obras iniciaram-se durante o reinado de D. Afonso III (1248-1279), e foram provavelmente concluídas no século XIV.
Devido à progressiva expansão urbana da cidade de Lagos, e à sua importância como parte dos Descobrimentos Portugueses, nos princípios do século XVI começou a ser pensada a construção de uma segunda linha de muralhas, que foram concluídas durante o reinado de D. João III (1502-1557). Este programa de obras também abrangeu o castelo em si, que foi ampliado, tendo ainda nesse século começado a ser utilizado como residência para os governadores, pelo que ficou popularmente conhecido como Castelo dos Governadores. A cidade e as suas defesas entraram numa fase de declínio após a Restauração da Independência, em 1640, e em 1755 foi devastada por um sismo, que destruiu o castelo e a maior parte das muralhas. o castelo nunca chegou a ser reconstruido, tendo acabado por ser parcialmente convertido num hospital. O conjunto das muralhas e do castelo foram elevados a Monumento Nacional em 1924, e na década de 1950 o Estado Novo realizou extensas obras de restauro, como parte das comemorações centenárias do Infante D. Henrique. Desde então, as muralhas e o castelo foram alvo de várias intervenções pontuais de conservação, destacando-se os trabalhos feitos nos anos 80 pela Direcção-Geral dos Edifícios e Monumentos Nacionais, e na década de 2010, pela Câmara Municipal de Lagos.

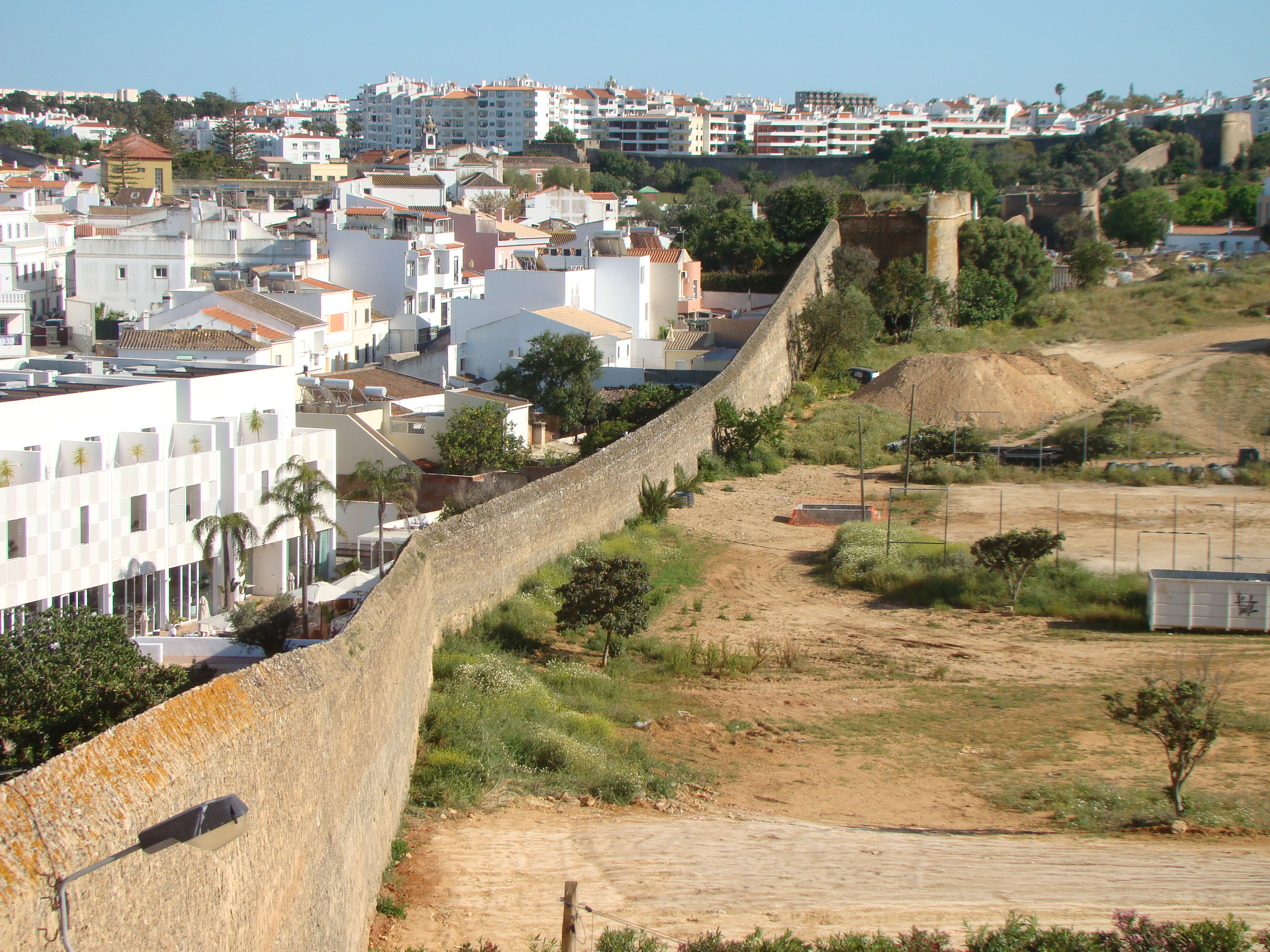
Vista do Baluarte de S. Francisco, em 2018. Do lado direito, vêem-se em sequência os três baluartes de Sto. Amaro, da Porta dos Quartos e de S. Nicolau. No fundo ao centro, atrás do Convento do Carmo, está o Baluarte da Gafaria.

## Descrição

### Importância e conservação
O conjunto das muralhas de Lagos está classificado como Monumento Nacional. Foi considerado pela Ordem dos Arquitectos como o principal monumento entre o património edificado de Lagos, devido à sua história, por ser um exemplo único de estrutura militar dentro do período em que foi construído, e pelo seu papel na delimitação e organização do centro histórico. Com efeito, o investigador Rui Mendes Paula referiu que surgiam «na paisagem urbana como elemento estruturante, caracterizando fortemente a sua imagem.

### Composição
O perímetro defensivo de Lagos é composto por vários lanços de muralha, pontuados por baluartes, e por uma fortificação de maiores dimensões, conhecida como Castelo dos Governadores. A muralha divide-se em duas partes distintas, correspondente à Cerca Medieval e à Cerca Renascentista. Embora a cidade tenha originalmente estado totalmente coberta pelas muralhas, uma parte considerável do seu perímetro já foi demolida, devido principalmente à expansão urbana. O historiador Pinho Leal refere na sua obra Portugal Antigo e Moderno, publicada em 1873, que «as muralhas são altas e teem 9 baluartes para o rio, com 4 portas (S. Gonçalo, Caes, S. Roque e Nova) e outras 4 para terra (a de Portugal, Postigo, Quartos e a da Villa)».

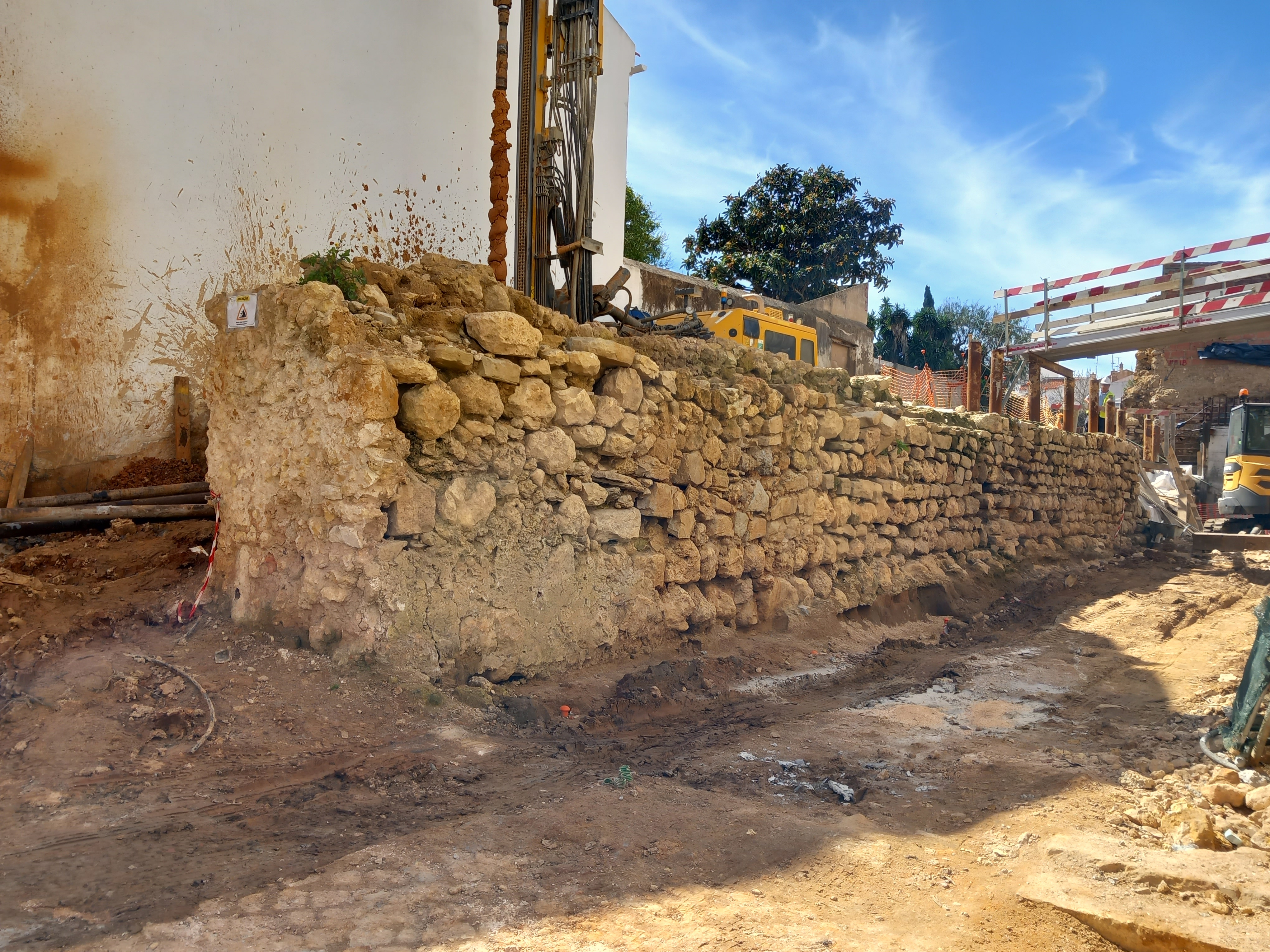
Ruínas das muralhas medievais, encontradas durante as obras na antiga esquadra da PSP, em 2023.

#### Muralhas e baluartes

##### Cerca Medieval
A Cerca Antiga ou Cerca Medieval protegia a zona antiga da cidade, um burgo de forma aproximadamente octogonal que foi modernamente classificado como o Núcleo Primitivo de Lagos ou Vila-a-dentro. Durante as épocas romana e visigótica, esta área estava provavelmente organizada de forma semelhante a um acampamento militar romano, de forma sensivelmente quadrangular, cercada por muralhas, e com as ruas e edfícios dispostos de forma reticular, com o centro urbano no canto Sudoeste e uma fortaleza no lado Nordeste. O traçado destas muralhas primitivas começava na Porta da Vila, junto à antiga Igreja de Santa Maria da Graça, passava junto ao largo formado pela Rua 5 de Outubro e pela Travessa do Cotovelo, e nas imediações da Igreja de Santo António, transitava pelo local onde foi depois construída a Igreja de Santa Maria, e seguia depois para o castelo. A muralha tinha três portas principais, provavelmente defendidas por torres albarrãs, sendo uma destas conhecida igualmente como  Porta da Vila, e situava-se junto à Igreja de Santo António, tendo sido descobertos vestígios das duas torres e de parte das muralhas durante as obras de remodelação do museu e da antiga esquadra da Polícia de Segurança Pública. Neste local também foram feitos outros achados, como uma fossa com cinco esqueletos, um dos quais com sinais de grande violência, e uma manilha, que era usada como um tipo de moeda para comprar escravos, sendo portanto duas importantes evidências do período da escravatura em Lagos. Segundo a arqueóloga Elena Morán, a fossa é também de grande interesse devido à sua localização, uma vez que não se situava fora das muralhas, como sucedeu com a vala comum junto à Gafaria de Lagos, mas dentro do perímetro urbano, junto a um arruamento e nas imediações de várias igrejas. Por outro lado, também poderá estar associada ao edifício da antiga cadeia, que estava em funcionamento no século XVI, data na qual a fossa também foi sobreposta por uma calçada. Este imóvel poderá ter sido a primeira sede da Câmara Municipal de Lagos, devido a possuir uma cadeia no piso térreo.
Além das portas, também contava com vários acessos de menor importância, conhecidos como postigos. cuja presença permaneceu na configuração viária do centro urbano, tendo alguns sido igualmente registados na cartografia. Por exemplo, o antigo postigo da Gafaria correspondia no cruzamento entre as ruas Dr. Mendonça e 5 de Outubro, enquanto que o postigo da Misericórdia ficava no ponto onde a Rua do Castelo dos Governadores desemboca na Praça do Infante, tendo este último sido representado igualmente na carta das muralhas de Lagos de meados do século XVI, pelo que provavelmente ainda seria utilizado. Um outro postigo estaria situado no Torreão da Ribeira, embora a sua ausência do mapa indique que já teria sido entaipado nessa altura.
O lanço sobrevivente deste perímetro amuralhado é igualmente conhecido como Pano Nascente, e corresponde ao lanço das muralhas entre o Castelo dos Governadores e o Torreão da Ribeira, e inclui a Porta de São Gonçalo, também conhecida como de Santa Bárbara ou da Ribeira, ladeada por duas torres albarrãs. O Torreão da Ribeira é provavelmente semelhante aos baluartes que pontuavam a muralha islâmica. Na Porta ou Arco de São Gonçalo encontra-se um oratório dedicado a São Gonçalo, uma vez que segundo a tradição, o santo terá nascido em 1360, numa casa situada nas imediações deste local, que era então conhecido como Portas do Mar. Sobre o arco encontrava-se uma igreja dedicada a Santa Bárbara. Em frente do Castelo dos Governadores e do Pano Nascente encontra-se um espaço verde, o Jardim da Constituição. Também foram encontrados alguns caboucos e outros vestígios da cerca medieval perto da Porta da Vila, e que estavam integrados no contexto da segunda fase de utilização daquele local como cemitério.

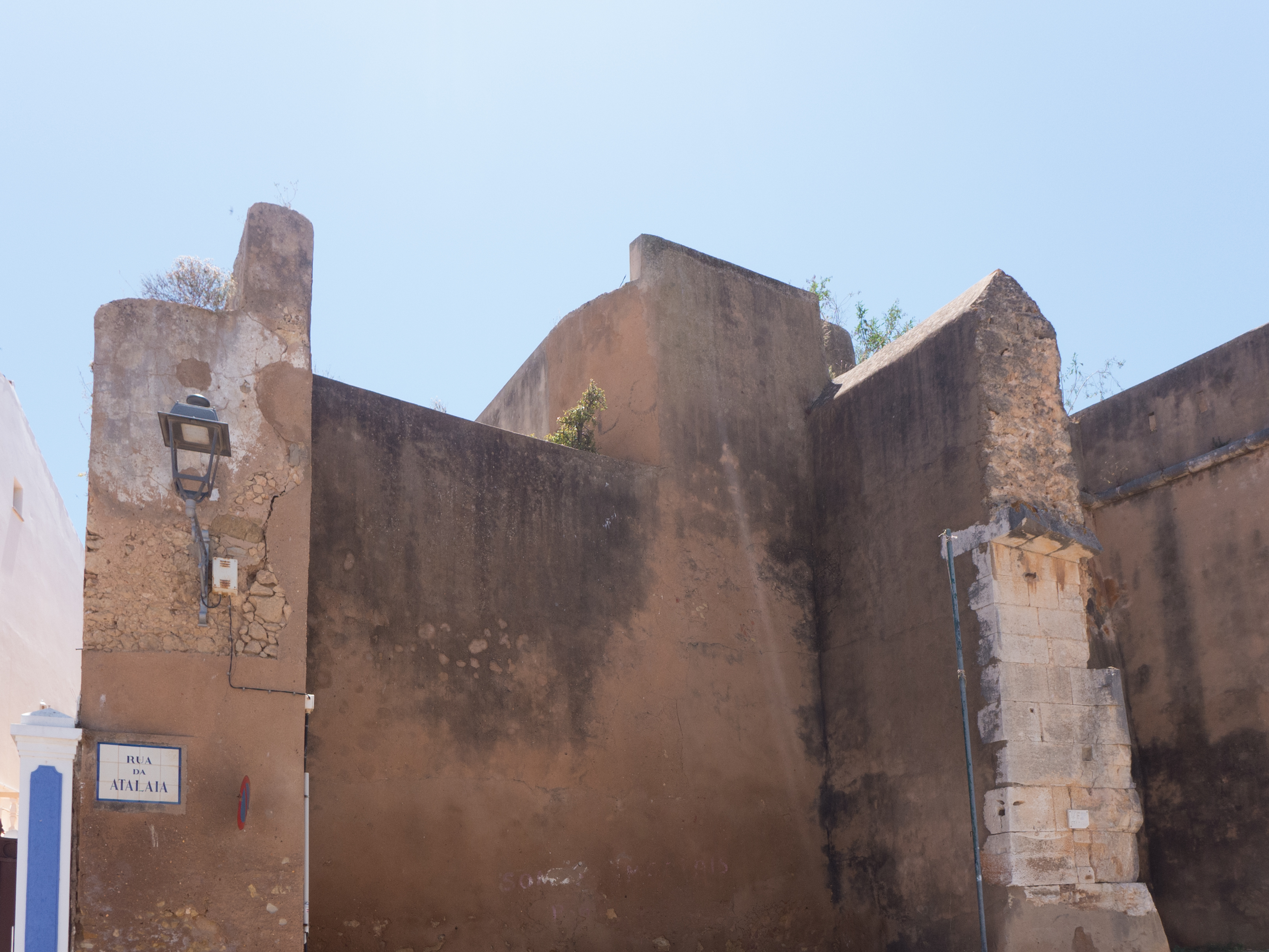
Baluarte da Porta dos Quartos, em 2017.

##### Cerca renascentista
A Cerca Nova ou Muralha renascentista inclui algumas partes reaproveitadas da antiga muralha medieval, e inicia-se no Baluarte da Porta da Vila ou de Santa Maria da Graça, no canto Sudoeste daquele perímetro defensivo, junto à entrada conhecida como Porta da Vila. Este baluarte estava situado nas imediações da antiga igreja de Santa Maria da Graça, num local elevado que permitia dominar a área em redor e as muralhas. Esta igreja não é a moderna matriz de Lagos, situada na Praça do Infante, mas um outro templo, situado no alto de uma colina no lado Sudoeste da cidade, e que foi destruída pelo Sismo de 1755. Este baluarte foi construído de forma a adaptar-se às novas capacidades da artilharia de então, com uma planta poligonal, três orelhões com cunhais em pedra aparelhada, e um parapeito com canhoneiras. Posteriormente, foi ali instalado um observatório astronómico. Em seguida vem o Baluarte da Praça de Armas, do Coronheiro ou de Santo António, cujo nome veio de um antigo convento dedicado a Santo António de Lisboa. O terceiro baluarte é o da Gafaria, da Cerca das Freiras ou de Nossa Senhora da Conceição, cujas denominações foram inspiradas por duas estruturas situadas nas proximidades - a Ermida de Nossa Senhora da Conceição, posteriormente integrada no Convento de Nossa Senhora do Carmo, e um antigo hospital de leprosos, que também era conhecido como gafaria. No canto Sudoeste na cerca, e portanto no ponto mais ocidental das muralhas, situa-se o Baluarte da Horta, das Freiras, da Alcaria ou de São Nicolau, de planta quadrangular, e dois orelhões de grandes dimensões, com cunhais em pedra aparelhada. A plataforma tem um parapeito com canhoneiras, podendo ser acedida por uma escadaria. O Baluarte da Porta dos Quartos situa-se na face ocidental da cerca, e recebeu o seu nome depois de ter sido construído o alojamento para os militares dos quarteis localizados naquela área, em 1695. Apresenta igualmente uma planta de forma quadrangular, e possui três orelhões com cunhais em cantaria aparelhada, e um parapeito com canhoneiras. A plataforma superior é acedida através de uma escadaria e uma porta com moldura em cantaria. Depois encontra-se o Baluarte do Paiol ou de Santo Amaro, em referência à ermida de Santo Amaro. Em seguida surge o Baluarte do Jogo da Bola ou de São Francisco, cujo nome provém de um antigo convento, e que está situado na ponta Norte da cerca. Possui uma planta de forma quadrangular, e dois orelhões rematados por cunhais com revestimento em cantaria. A plataforma superior, à qual se acede por uma rampa, apresenta um parapeito com canhoneiras.
As muralhas continuavam ao longo da frente ribeirinha de Lagos, com pelo menos três baluartes, tendo este conjunto desaparecido devido à expansão urbana de Lagos, tendo a sua presença perdurado apenas na toponímia local, como a Rua da Barroca e a Rua das Portas de Portugal. Um deles era o de São Manuel, que também era conhecido como da Porta Nova depois de ter sido instalada uma nova porta da cidade, substituindo a antiga Porta de São Roque, tendo este baluarte sido demolido de forma a ser construído no seu local o edifício original dos Paços do Concelho. A chamada Porta de Portugal dava acesso ao Rossio de São João, onde se encontrava a ponte sobre a Ribeira de Bensafrim. O Baluarte da Porta do Postigo também já desapareceu, sendo esta entrada conhecida por ser a que ficava aberta para os mais retardatários. O baluarte da Porta de Portugal protegia a entrada com o mesmo nome, e situava-se na face Norte da muralha, orientado para o interior do país. Um lanço das muralhas correspondia à moderna Rua da Barroca, que se situou nas margens da Ribeira de Bensafrim até à década de 1960. Alguns dos panos da cerca junto à Praça do Infante foram aproveitados para construir a plataforma elevada onde foi instalado o edifício da Messe Militar. Parte do terreno exterior às muralhas, no lado de terra, foi transformado numa zona verde, o Anel Verde ou Parque da Cidade.
Os baluartes da cerca nova foram dispostos de forma a controlar totalmente os terrenos em redor do perímetro amuralhado, permitindo igualmente visualizar o interior da cidade em si, e outros pontos mais distantes, como a Serra de Monchique e a baía. Eram principalmente compostos por torreões defensivos, ou seja, plataformas elevadas, e apresentavam parapeitos recortados em aberturas biseladas, de forma a permitirem aos defensores atirarem em vários ângulos. Alguns dos baluartes tinham rampas para o transporte de peças de artilharia, como os da Gafaria, Freiras e da Porta dos Quartos.

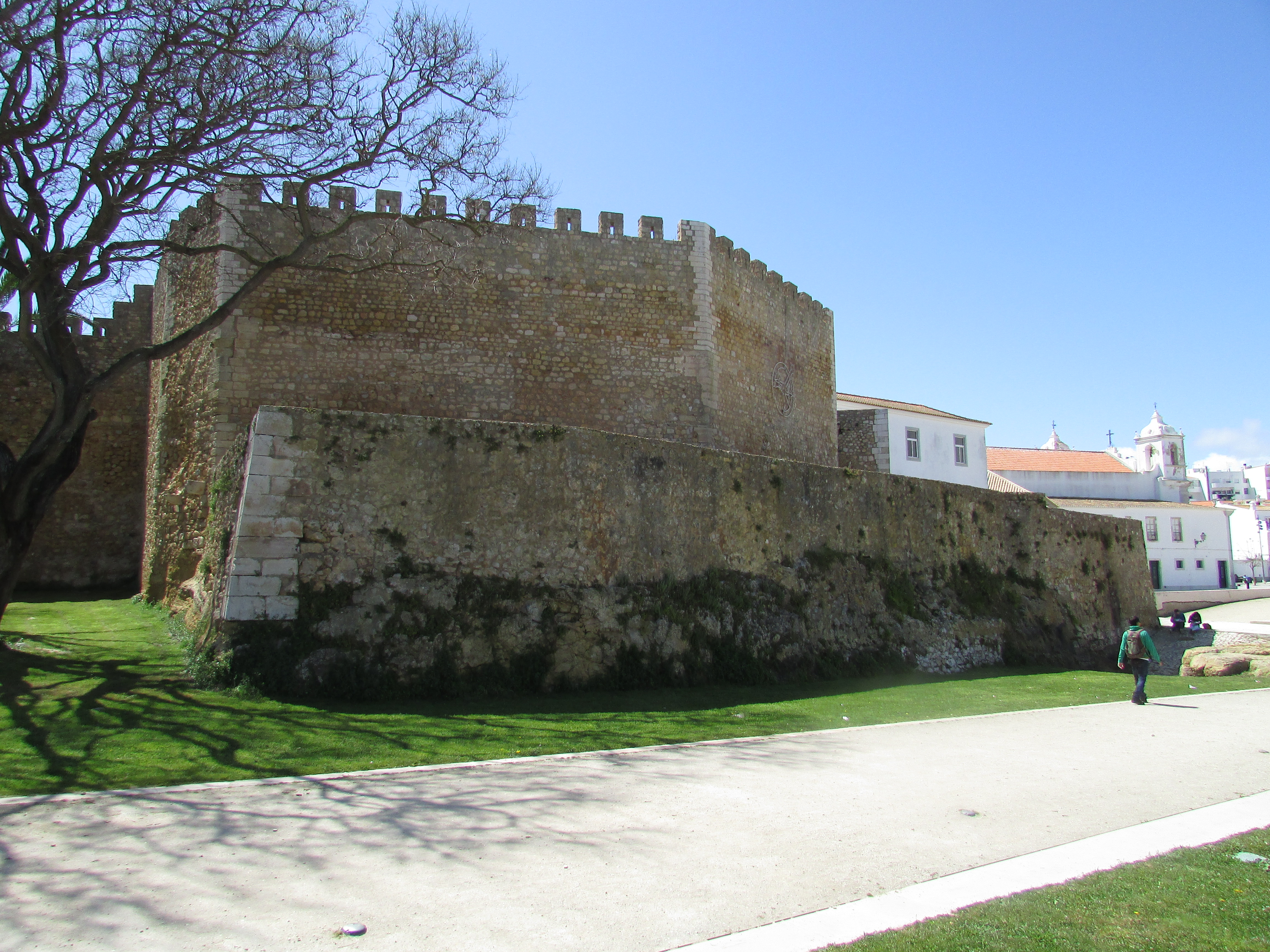
Castelo dos Governadores, em 2016.

#### Castelo dos Governadores
Um dos principais elementos do sistema defensivo é o Castelo dos Governadores, que só por si também é denominado de Castelo de Lagos. Integra-se tanto no conjunto da Cerca Medieval como da Cerca Nova, uma vez que podera ter sido construído durante a Idade Média, e depois ampliado durante a construção do novo perímetro, no período renascentista. Poderá ter sido adaptado da antiga alcáçova islâmica, que por seu turno ocupou o local de uma antiga fortaleza romana e visigótica. O nome de Castelo dos Governadores advém de ter sido utilizado como habitação pelos governadores do Algarve a partir da segunda metade do século XVI. Na área entre o Castelo dos Governadores e o edifício conhecido como Casa da Dízima, junto à Igreja de Santa Maria, abriam-se duas portas na muralha, que ligavam o interior da cidade ao Cais da Ribeira, situado nesta zona.
O castelo e as muralhas faziam parte de um extenso sistema defensivo que protegia não só a cidade mas também a área de Lagos, e que também incluía uma rede de fortificações ao longo da faixa costeira. Pinho Leal menciona que o governador militar tinha «déz fortes e baterias marítimas sob a sua dependencia». Deste sistema faziam parte os fortes da Nossa Senhora da Luz, Vera Cruz da Figueira, da Meia Praia, de São Luís de Almádena, da Ponta da Bandeira, e do Pinhão, e as baterias do Zavial, da Ponta da Piedade e de Porto de Mós. A décima fortificação era a da Barroca, que estava integrada nas muralhas da cidade.

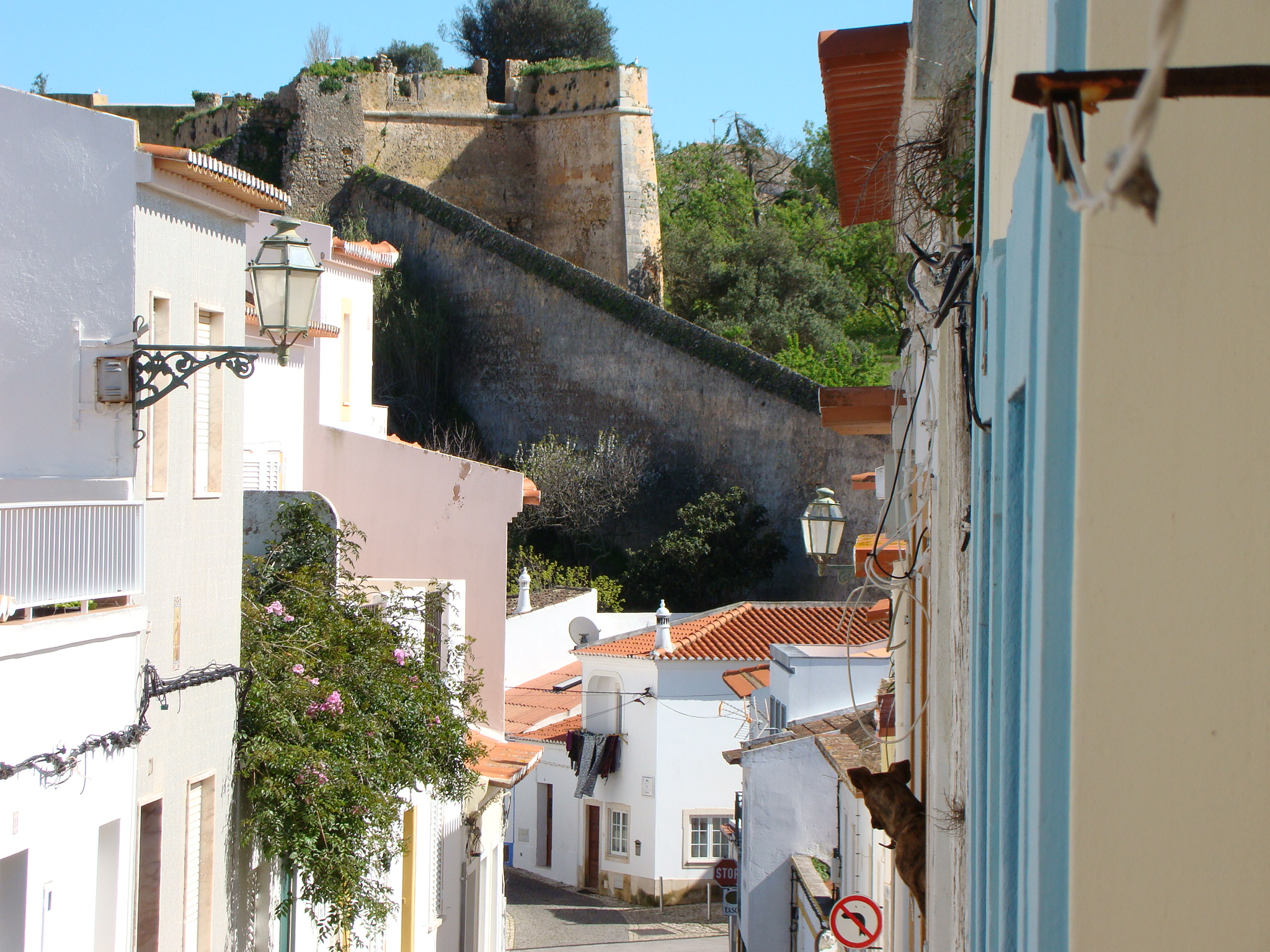
Rua Cardeal Netto, em 2013. Ao fundo é visível o Baluarte de Santo António, em ruínas.

## História

### Pré-história e época romana
A cidade de Lagos tem uma história muito antiga, tendo a primeira povoação na zona sido o castro ou cidade fortificada de Lacóbriga, fundada por volta de 1899 a.C., pelos povos cónios. A povoação foi conquistada pelos cartagineses, que mudaram a sua localização em meados do primeiro milénio a.C., para o sítio da moderna cidade de Lagos. A povoação terá contado com algumas estruturas defensivas, uma vez que foi cercada pelas tropas romanas em 76 a.C., batalha que venceu, embora tenha acabado por ser conquistada ainda durante o século I a.C., tendo o seu nome sido alterado para Lacobrica. O domínio romano da Lusitânia durou até meados do primeiro milénio, tendo terminado com as invasões dos povos de Leste, primeiro os Alanos e depois os visigodos.

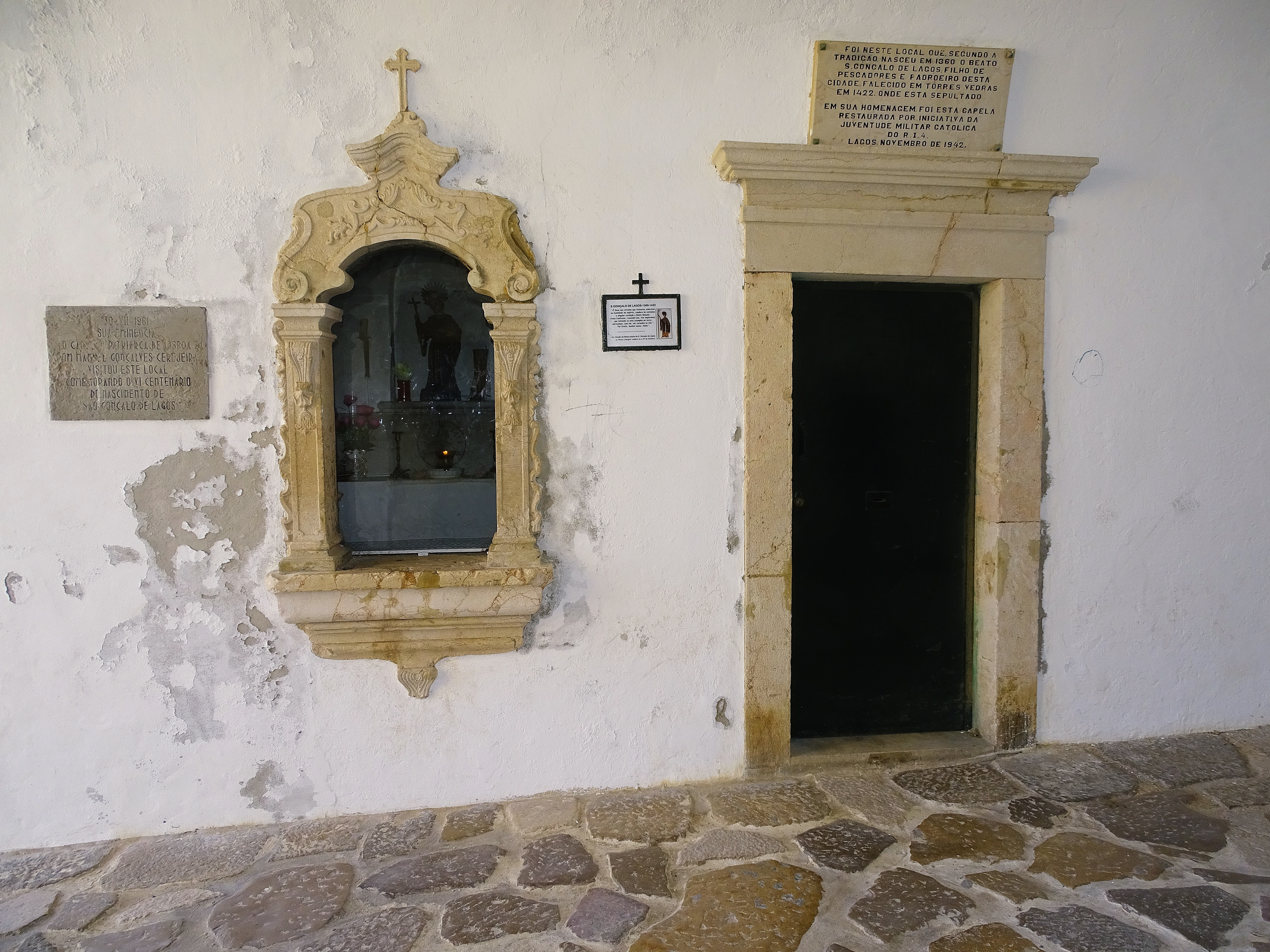
Oratório de São Gonçalo, no arco com o mesmo nome.

### Domínio islâmico e reconquista
No século VIII, iniciou-se a invasão muçulmana da Península Ibérica, tendo Lagos, então conhecida como Lacobriga, sido conquistada pelos omíadas em 716. Estes mudaram o nome à povoação, que passou a denominar-se de Halaq Al-Zawaia ou Al-Zawaia. A povoação terá entrado em declínio durante a era islâmica, tendo perdido importância para outros grandes centros urbanos na região, como Silves. Ainda assim, situava-se num importante ponto de defesa da faixa costeira e era considerado como um dos acessos à cidade de Silves, motivo pelo qual terá sido construído o castelo, provavelmente nos primórdios do período califal, durante o domínio de Abd al-Rahmman III. Porém, não foram encontrados quaisquer vestígios destas estruturas, devido às grandes modificações pelas quais a cidade passou nos séculos seguintes. Após a conquista, a cidade não terá sido profundamente modificada, mas apenas adaptada à nova realidade urbana introduzida pelos povos islâmicos. As muralhas foram provavelmente reconstruídas no século X, ganhando uma nova configuração, passando a ser compostas por uma cerca dupla, com as duas estruturas a serem separadas por um corredor no interior. A alcáçova estaria situada num local de grande importância, junto ao cais fluvial, e de um dos principais acessos no interior da almedina, espaço que depois ficou conhecido como o Núcleo primitivo. Esta fortificação poderá corresponder ao castelo medieval, posteriormente conhecido como Castelo dos Governadores.
À época da Reconquista, Lagos foi inicialmente conquistada pelas forças do rei Sancho I (r. 1185–1211) em 1189. Foi retomada em 1191 pelas forças do Califado Almóada sob o comando do califa Iacube Almançor (r. 1184–1199), e manteve-se sob controle mouro até a sua reconquista definitiva, entre 1241 e 1249. Os habitantes muçulmanos fugiram para o Norte de África, tendo no entanto destruído os edifícios em Lagos antes de partirem. Apesar da reconquista ter terminado, os povos maometanos continuaram a guerra pelo oceano, atacando frequentemente Lagos e outras povoações marítimas do Algarve, onde raptavam os habitantes para serem vendidos como escravos.

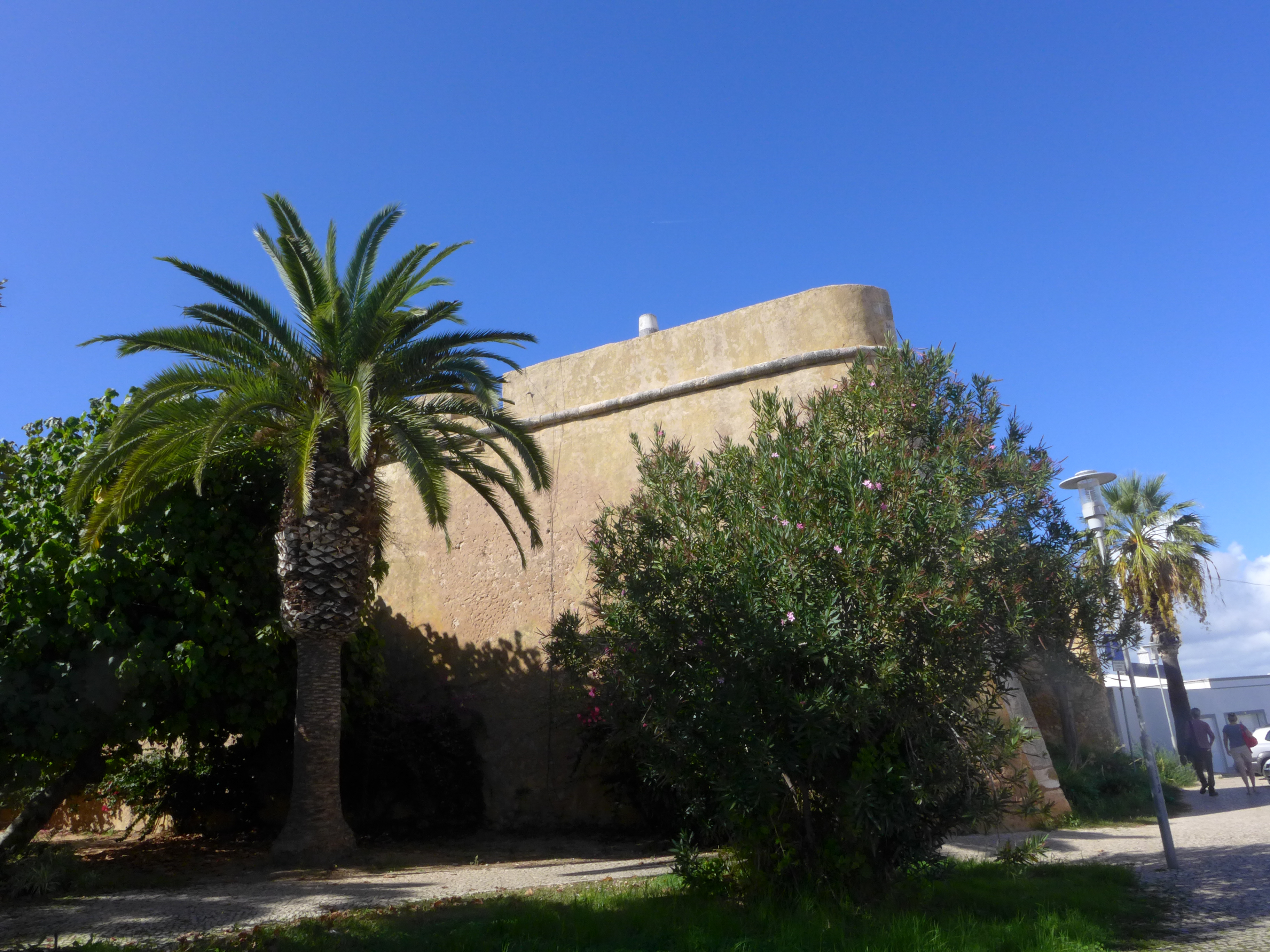
Baluarte de Santa Maria da Graça.

### Construção daCerca Velha
O historiador Manuel João Paulo Rocha referiu que o alcaide João Lourenço e o alvasil João Parente terão pedido ao rei D. Afonso IV (1291-1357) para construir uma cintura de muralhas em redor da povoação, como forma de a defender contra os ataques mouros, tendo alertado que em breve poderia ficar despovoada, se nada fosse feito. O monarca não só autorizou a construção das muralhas, como até emprestou a soma de 12$000 réis para apoiar as obras, que foi depois reforçada com outros 8$000 réis. Pinho Leal refere que o monarca enviou em 1332 uma carta às justiças de Lagos, para «que continuassem a obra dos muros da villa, aos quaes faltavam 500 varas, em roda, para a sua conclusão». Segundo João Paulo Rocha, nesta missiva também se referem para repararem os danos que os ataques mouros tinham feito sobre a povoação, principalmente uma tentativa de invasão na qual tinham participado doze galés. Uma outra teoria sugere que as muralhas terão começado a ser construídas ainda durante o reinado de reinado de D. Afonso III (1248-1279), enquanto que Pinho Leal alvitrou de que as obras teriam começado ainda mais cedo, durante o período de D. Dinis. Nesta fase, as muralhas cobriam a área entre a Porta da Vila, a Gafaria, a futura Igreja de Santo António, o castelo e a Porta de São Gonçalo.
Elena Morán e Daniela Nunes Pereira alvitraram que os primeiros lanços da muralha a serem construídos foram os situados a nascente e a Norte da povoação, cobrindo o porto natural e a foz da Ribeira dos Touros, protegendo desta forma duas áreas que estavam expostas ao ataque dos piratas islâmicos, e as importantes armações de pesca do atum. Terá sido nesta fase que foram construídas as portas da Ribeira e da Vila, que seriam originalmente protegidas por torres albarrãs. Os outros dois tramos, virados a poente, no lado interior, e a Sul, situado numa zona escarpada da colina, oferecendo desta forma melhores condições de defesa, terão provavelmente sido construídos mais tarde. Sobreviveram relatos da continuação dos trabalhos durante o período de D. Fernando (1367-1383), tendo o último sido emitido durante a Guerra dos Cem Anos, provavelmente no âmbito de uma campanha para a modernização das defesas. Esta cintura de muralhas, posteriormente conhecida como Cerca Velha, terá sido concluída ainda no século XIV. O castelo estava integrado neste sistema defensivo. Em 1371 D. Fernando perdoou o valor de 8$00 réis do empréstimo que tinha sido feito por D. Afonso IV, tendo a restante quantia sido paga pelos habitantes de Lagos.
Durante o reinado de D. João I (1357-1433), terá sido instalada a Igreja de Santa Bárbara, sobre o Arco de São Gonçalo. Segundo a obra Antiguidades de Lagos e das suas igrejas, citada por Manuel João Paulo Rocha em 1909, nas épocas de D. Fernando e D. João I viviam cerca de 1500 a 2000 vizinhos na zona dentro das muralhas, sendo então classificados como de quarta esfera. Porém, a população de Lagos era muito superior, uma vez que também existiam os negociantes, os marítimos que laboravam nas almadravas e acedares e outros indivíduos de classes mais baixas, aos quais não era permitido viver dentro das muralhas.

Gravura de Lagos no seculo XVI, mostrando o traçado das muralhas medievais e das renascentistas.

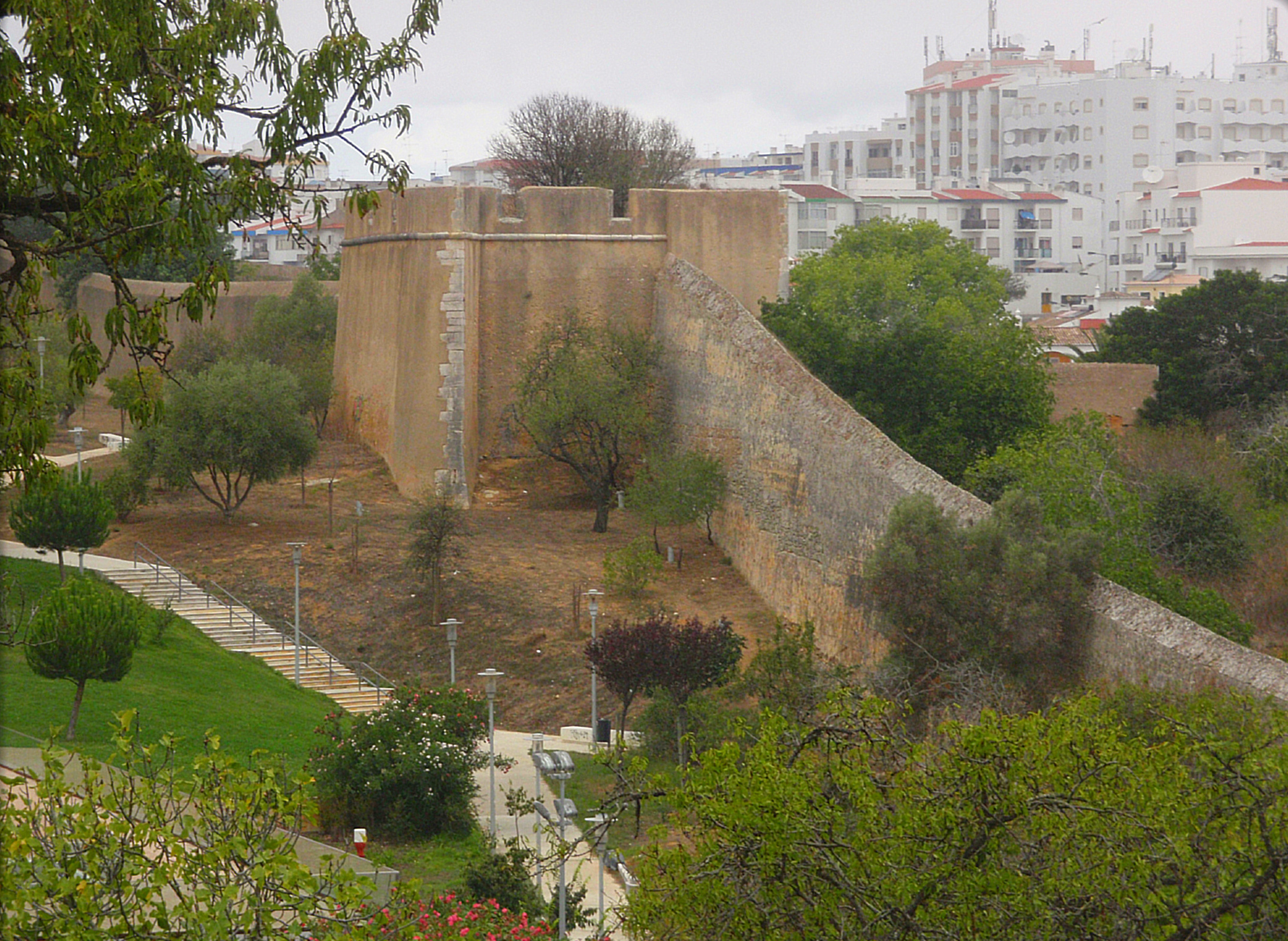
Baluarte de N.ª Sr.ª da Conceição ou da Gafaria, em 2014.

### Construção daCerca Nova

#### Primeira fase
Nos princípios do século XVI, Lagos voltou a ganhar importância devido ao início dos Descobrimentos Portugueses, sendo um dos principais pontos de onde saíam as armadas que combatiam contra os mouros nas costas africanas. Neste sentido, o Infante D. Henrique terá criado na vila um núcleo operacional, onde se reuniam os navegadores mais experientes, tanto para combater as hostes islâmicas como para descobrir novas áreas. Com efeito, um dos principais feitos nos inícios da expansão portuguesa, a passagem do Cabo Bojador, foi feita por um navegador lacobrigense, Gil Eannes. O Infante D. Henrique terá chegado a ser o senhor de Lagos, e segundo a tradição terá resididido no castelo. Na sequência da sua morte o senhorio foi legado a D. Fernando, por uma carta régia de 4 de Agosto de 1464. Os combates contra os mouros e a exploração de escravos e dos produtos da costa africana vieram trazer uma grande prosperidade para Lagos, reforçando a necessidade de defender a vila contra os ataques dos piratas, tanto africanos como europeus, ainda mais considerando a facilidade com que estes poderiam atracar na baía. Além disso, a área construída da povoação foi-se progressivamente ampliando, extrasavando-se além da zona amuralhada, tendo-se formado um importante núcleo urbano na colina em redor da Ermida de Nossa Senhora da Conceição (futura Igreja de São Sebastião), além de uma faixa de estruturas comerciais ao longo da Ribeira de Bensafrim. Assim, nos princípios da centúria começou a ser planeado um grande programa para reparação e ampliação das fortificações, que iria incluir a instalação de uma nova linha de muralhas. Estas novas defesas foram delineadas de forma a proteger a área correspondente às futuras paróquias de Santa Maria e São Sebastião, protegendo desta forma importantes áreas urbanas que até então estavam fora das muralhas. O Infante também foi responsável pela instalação de um núcleo urbano no exterior das muralhas, nas imediações da chamada Porta do Mar, e que deu posteriormente origem ao Bairro da Ribeira, demolido no século XX. Outro aglomerado populacional que se formou no exterior das muralhas medievais estava situado aproximadamente entre as modernas ruas de Gil Vicente e Mendonça Pessanha.
Em 1463 D. Afonso V transferiu para Lisboa as operações comerciais ligadas aos produtos vindos de África, que até então tinham estado sedeado em Lagos, retirando à cidade grande parte da importância que tinha granjeado até então com os descobrimentos. Pinho Leal relata que D. Manuel (r. 1495-1521) doou a vila de Lagos e o seu castelo a Gregório Temado, por uma carta de 5 de Março de 1507. Segundo Pinho Leal, a construção da Cerca Nova foi atribuída por vários investigadores a Fernão Teles de Meneses, que foi o primeiro Governador do Algarve após a perda da independência para Espanha, ou João Furtado de Mendonça, que posteriormente também foi governador do Algarve. Rui Mendes Paula avançou a teoria de que as obras de construção das novas muralhas foram iniciadas em 1520, por ordem do rei D. Manuel, tendo sido desta forma construída uma segunda linha de muralhas e mais quatro baluartes, que foram instalados em zonas mais importantes do perímetro fortificado, junto ao oceano e à ria. Cerca de dois anos depois, o monarca anunciou que já estava concluído o chafariz na Praça do Cano, e que os navios poderiam fazer aguada naquela fonte, situada na Porta Nova, no local aproximado dos antigos Paços do Concelho.  Esta segunda campanha de obras terá incluído a instalação de uma porta no ponto mais elevado da colina, cortando parte de um cemitério medieval, e cujas obras foram autorizadas por D. Manuel I em 4 de novembro de 1503. Esta porta apresentaria um formato semelhante à da Ribeira, já na chamada Cerca nova, com torres albarrãs, e criando um espaço aberto junto ao cemitério que facilitaria os acesso entre o interior e exterior das muralhas.
Assim passaram a existir doze baluartes divididos em dois grupos, com quatro no lado do mar, posteriormente conhecidos como Porta de Portugal, Porta Nova, Barroca e Trem do Quartel, e oito do lado de terra: Porta da Vila, Coronheiro, Gafaria, Freiras, Porta dos Quartos, Paiol, Jogo da Bola e Porta do Postigo. Passou também a ter oito portas, quatro do lado do mar (São Gonçalo, Cais, São Roque e Nova), e outras tantas no lado de terra (Portugal, Postigo, Quartos e Vila). Além de ter expandido as muralhas de Lagos, D. Manuel também ordenou a construção de várias fortificações ao longo da costa algarvia, como o Forte de Burgau, para defender as populações dos ataques mouros.
Entretanto, nos finais do século XV iniciou-se a construção da Igreja de Santa Maria, tendo sido aproveitadas partes da antiga muralha medieval, cujos vestígios foram encontrados no interior do altar-mor durante escavações arqueológicas.

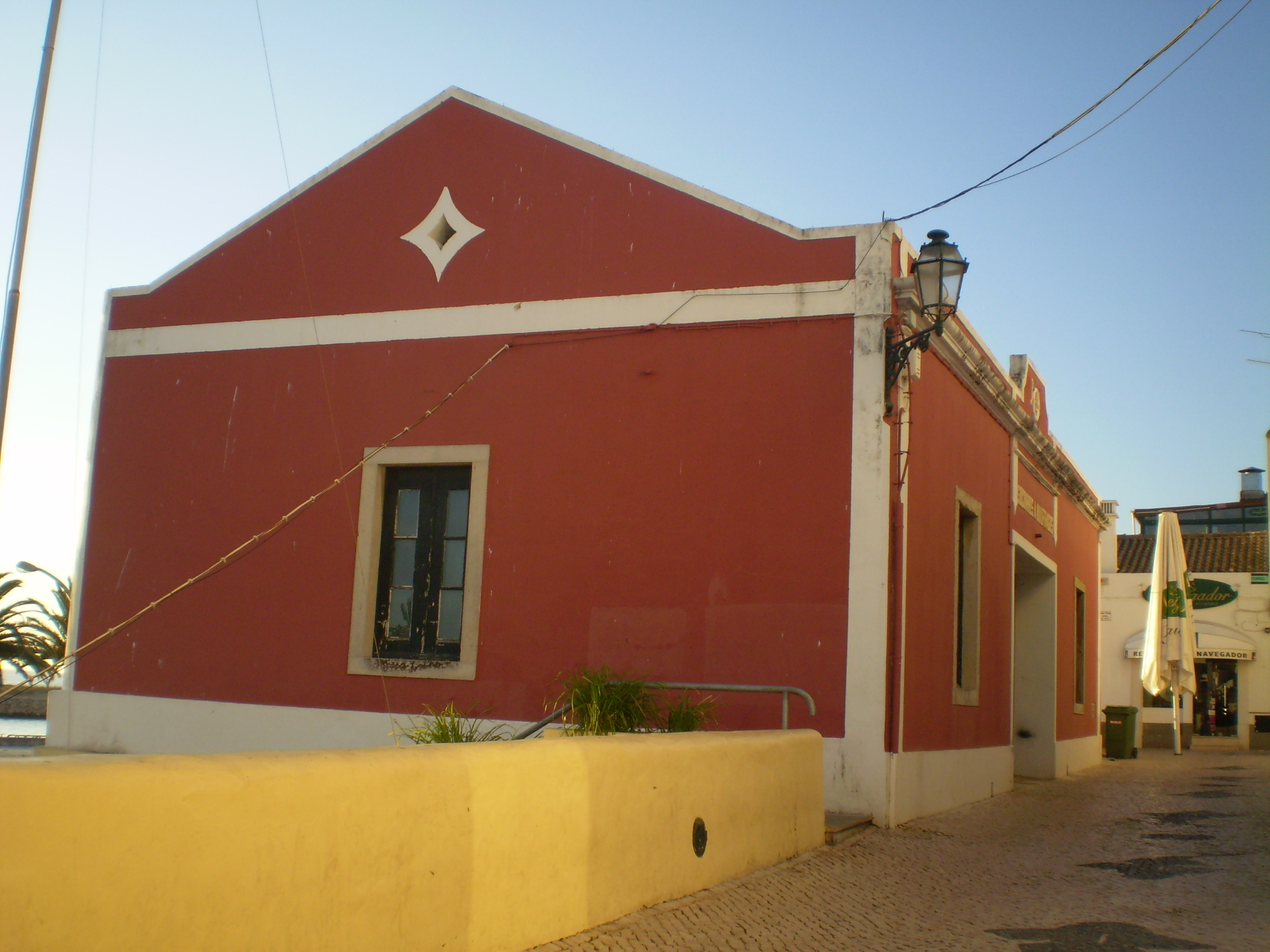
Antigo edifício dos Socorros a Náufragos, construído no local do baluarte da Barroca, na rua com o mesmo nome.

#### Segunda fase
Em 1556, o rei D. João III (r. 1521-1557) deu ordem para que fossem terminadas as obras começadas por D. Manuel, embora tenha dado mais atenção à muralha ocidental, mudando desta forma os planos iniciais, que valorizavam mais os lados meridional e nascente. Com esta modificação, o recinto fortificado ganhou mais dez baluartes, tendo sido a primeira muralha totalmente abaluartada em território nacional. Alguns dos baluartes, nomeadamente o da Porta dos Quartos e o de São Francisco, foram construídos com parapeitos já prontos para o uso de armas de artilharia. Este programa incluiu igualmente um conjunto de intervenções na fortificação posteriormente conhecida como Castelo dos Governadores, que foi ampliado com um baluarte adossado no lado exterior. Esta alteração é visível na planta das defesas de Lagos elaborada entre 1554 e 1555, de autor anónimo, mas atribuída a Manuel de Arruda, arquitecto-mor do reino. Esta é a gravura mais antiga que se conhece de Lagos é um mapa das muralhas, e terá sido produzido durante uma vistoria das defesas militares do Algarve. Este documento utiliza marcações diferentes para as chamadas Cerca velha e Cerca nova, permitindo verificar a presença dos lanços de muralha e baluartes já desaparecidos, e distinguir na totalidade o traçado das defesas medievais. Além das estruturas existentes, o autor também introduziu no mapa uma muralha que foi proposta mas que nunca chegou a ser construída, e que iria proteger as igrejas de Porto Salvo e de São Brás. Durante o reinado de D. Sebastião a povoação volta a ganhar uma grande importância, sendo elevada a cidade em 1573, torna-se sede de bispado, e residência dos Governadores. Este fixaram-se após 1581 no castelo, motivo pelo qual ganhou a sua denominação popular, tendo sido alvo de obras para se melhor adaptar às novas funções.
Nos finais do século XV foi construído o edifício da cadeia, adossado à Porta da Vila, na muralha antiga, tendo uma das suas salas sido instalada numa das duas torres. A cadeia funcionou durante cerca de quatrocentos anos, tendo sido alvo de obras de renovação em 1705, e em 1940 foi encerrada, passando depois a funcionar como uma esquadra da Polícia de Segurança Pública. A Igreja de Santo António também foi construída em cima das ruínas medievais, tendo uma das torres sido assente sobre as antigas estruturas.
Com a construção da nova linha de muralhas ficaram cobertas muitas áreas da cidade que até então estavam desprotegidas, como o núcleo em redor da Ermida de Nossa Senhora da Conceição, e o Convento de Nossa Senhora do Carmo, que tinha sido construído em meados do século XVI. Ainda assim, algumas importantes partes da vila ficaram fora das muralhas, como o Convento de São Francisco e o futuro Convento da Trindade. A construção da cerca nova também provocou algumas alterações no tecido interno da cidade, como a transformação parcial da área da Porta da Vila, junto à antiga Igreja de Santa Maria da Graça, numa lixeira. Parte desta área também foi utilizada como cemitério, tanto antes como depois da construção da cerca nova, provavelmente desde o século XIV aos princípios do XX. Outra alteração provocada pela construção do novo perímetro defensivo foi possivelmente a extinção da gafaria, cujo edifício poderá ter sido parcialmente desmontado para fornecer matéria prima para a construção do pano de muralha.
Além das muralhas e do castelo, este programa de obras também incluiu a instalação de importantes fortificações fora do perímetro de Lagos, mas ainda assim contribuindo de forma decisiva para a sua defesa, como a Forte da Ponta da Bandeira e o Forte da Meia Praia. Apesar da sua sofisticação, as defesas de Lagos foram insuficientes para derrotar as forças de Francis Drake em 1587, que atacou a região durante uma guerra entre a Espanha e a Inglaterra. Devido a este fracasso, o rei Filipe I iniciou um programa para a reconstrução e a modernização do recinto fortificado, que se iniciou nos anos seguintes, embora com grandes atrasos. Em 1621, a parte mais fortificada das muralhas, correspondente ao Castelo dos Governadores, foi modificada de forma a servir de habitação ao alcaide do castelo. A Muralha Renascentista foi terminada apenas na primeira metade do século XVII.
O historiador Manuel João Paulo Rocha transcreveu na sua obra Monografia de Lagos o alvará do rei Filipe I sobre a conclusão das obras:
«Eu El-Rei faço saber aos que este alvará virem que avendo respeito ao que me apontou Ruy Lourenço de Tavora do meu conselho e governador do reino do Algarve e ás mais informações que me foram dirigidas que convinha acabarem-se os muros da cidade de Lagos e fortificarse a fortaleza de São Vicente e outras alguas do dito reino, Ey por bem e mando que as obras dos ditos muros de Lagos mandey aplicar cinto mil crusados de dz.º das terças este ano presente de noventa e oito. E sendo necessario mandarey aplicar mais alguns annos em quanto as obras dos ditos muros não forem acabadas. E ey por bem de libertar da imposição o povo da dita cidade que ora novamente para o mesmo efeito se lhe mandava lançar obrigando-se elles ao serviço pessoal desta obra dos muros e das mais a que importar acudir-se na dita cidade. E a despeza que se fizer na obra da dita casa de S. Vicente será á custa do rendimento das terras para o que se passarão as provisões necessarias».

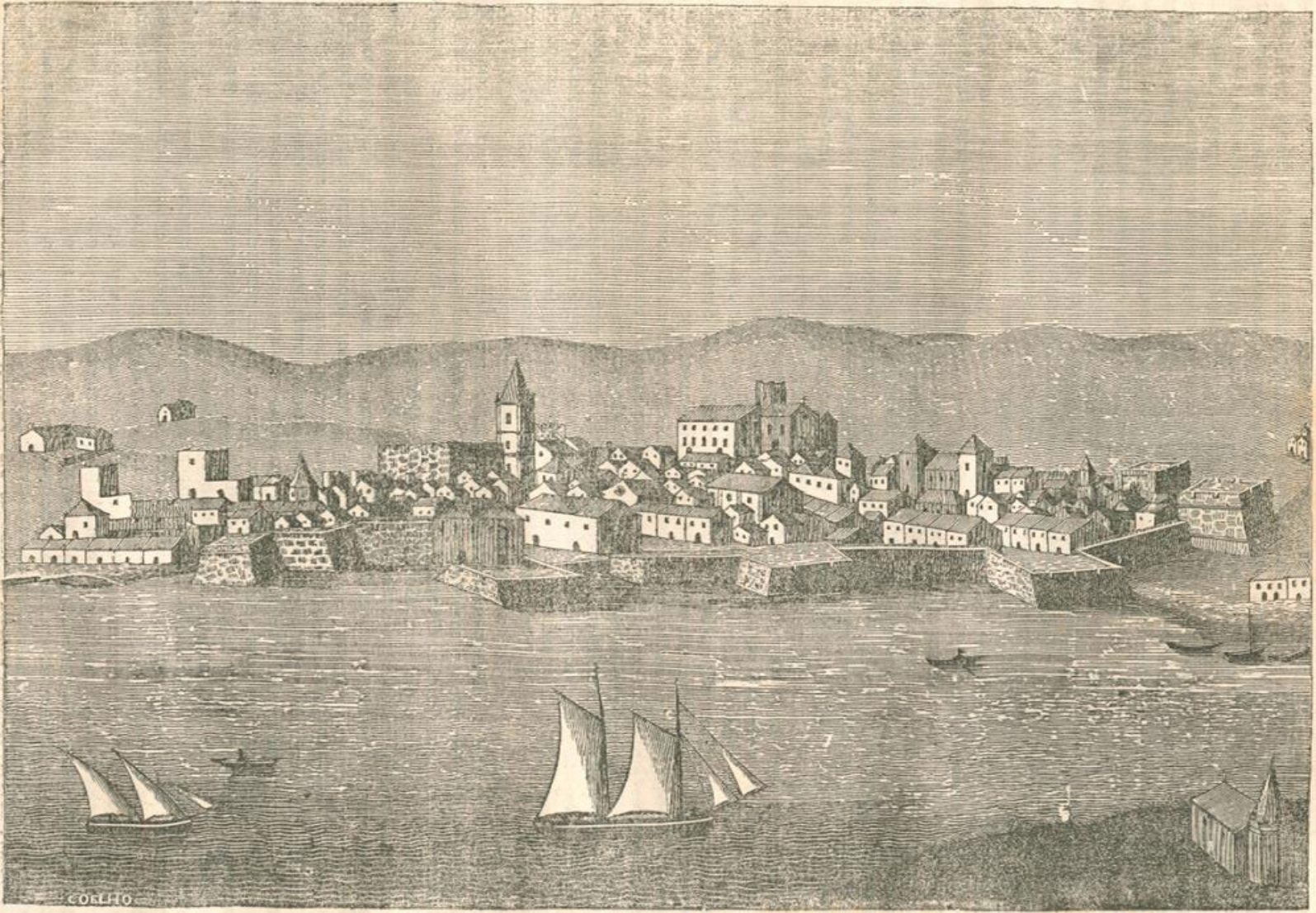
Gravura da cidade de Lagos, publicada no jornal O Panorama em 1842, que poderá ser um retrato da cidade antes do Sismo de 1755.

### Guerra da Restauração ao século XIX
Rui Mendes Paula defende que a construção das novas muralhas só terminou em 1598, já durante o domínio filipino. Após a restauração da independência, a cidade de Lagos entrou num período de decadência, com efeitos no aparelho defensivo, uma vez que as obras passaram a ser principalmente de reforço das estruturas já existentes, embora tendo sido construídos alguns novos fortins ao longo da costa.
Manuel João Paulo Rocha refere que o bispo D. Francisco Barreto orderou a realização de obras de reparação nas muralhas de Lagos, durante o reinado de D. João IV (r. 1640-1656).
O perímetro defensivo de Lagos foi quase totalmente destruído pelo devastador Sismo de 1755. Pinho Leal conta que «O  terramoto de 1755, arrazou ou arruinou os seus melhores edifícios [...] o convento da Trindade ficou inteiramente razo, [...] assim como [...] o Castello, ou palácio acastellado, dos capitães generaes, e  muitas outras casas. [...] O mar subiu á altura de 11 metros, ficando ao nivel das muralhas, e todas as que estavam d'esta parte levou diante de si. Entrou pela terra dentro mais de 3 kilometros levando 5 barcos quasi á mesma distancia. Foi arruinada a ponte e todas as portas que ficavam para aquelle lado». Os lanços da muralha que foram atingidos pelo maremoto ficaram totalmente destruídos. Pinho Leal relata igualmente que o palácio dos capitães generais não chegou a ser reparado, pelo que aqueles mudaram a sua residência para Tavira, medida que veio agravar a já desastrosa situação em que se encontrava a cidade.
A cidade de Lagos foi várias vezes atacada e cercada durante a Guerra Civil Portuguesa de 1832 a 1834, por forças miguelistas comandadas por José Joaquim de Sousa Reis, conhecido popularmente como o Remexido. Durante estas investidas, os guerrilheiros tentaram destruir alguns dos panos, tendo chegado a incendiar as portas da Vila, dos Quartos e do Postigo. Segundo a obra Scenas da vida moral, civil e politica de Francisco Correia de Mendonça Pessanha, cituada por Manuel João Paulo Rocha, em 1846 Mendonça Pessanha, que então era o Governador Civil de Lagos, informou a Câmara Municipal que tinha ocorrido uma revolta em São Bartolomeu de Messines no dia 28 de Maio, pelo que as defesas da cidade deveriam ser reforçadas. Porém, devido à urgência em fazer as obras não havia tempo para pedir os recursos financeiros ao governo central, motivo pelo qual pediu um empréstimo de 303$000 réis à autarquia. Porém, a oitava divisão militar recusou-se depois a pagar o empréstimo, alegando que não tinha sido aquele órgão a contraí-lo, e que as obras tinham sido feitas para o benefício da cidade, além que as finanças públicas não estavam em condições de o pagar de qualquer forma.
Foi nesta época que o conjunto das muralhas de Lagos perdeu o seu valor do ponto de vista militar, pelo que em 1850 os terrenos e as ruínas do castelo foram transferidas para a Santa Casa da Misericórdia de Lagos, que ali instalou um hospital. Em 3 de Junho de 1863 o baluarte da Porta Nova foi concedido à autarquia, para no seu local instalar um chafariz. Em Dezembro de 1883, o jornal O Liberal alertou para o acentuado grau de degradação em que se encontravam as muralhas na frente marítima, devido aos efeitos das ondas, que furaram as muralhas e começaram a escavar o solo no interior do quartel do regimento, levando ao desmoronamento de uma casa. Ainda nesse ano as muralhas foram alvo de obras de reparação, e o Ministério da Guerra autorizou a Câmara Municipal a ampliar as portas dos Quartos e de Portugal. Em 1888 a autarquia foi autorizada a alargar as portas Nova, do Postigo, da Vila e do Cais Velho. Em 1893 começou a ser construído um paredão para defender as muralhas e a área nascente da cidade contra os efeitos do mar, numa cerimónia que contou com a presença do rei D. Carlos, mas as obras foram depois suspensas. Segundo uma notícia no jornal Algarve e Alemtejo de 16 de Janeiro de 1898, a Câmara Municipal foi autorizada a demolir dois lanços na muralha entre os baluartes da Porta de Portugal e do Postigo, o primeiro por ficar saliente ao alinhamento de casas, e o segundo para abrir uma comunicação entre as ruas da Capelinha e da Marombeira.

### Século XX
Em 1902 os lanços da muralha entre a Ribeira e a Porta de Portugal foram alvo de obras de reparação.
O conjunto das muralhas e baluartes, mais o antigo Castelo dos Governadores e as portas de Portugal e do Postigo, foram classificados como monumento nacional por um Decreto de 20 de Junho de 1924. Ainda assim, nos finais da década levou-se a cabo a demolição do Baluarte das Portas da Vila, cujos antigos materiais foram postos à venda em hasta pública pelo Comando Militar de Lagos em 1929. Com efeito, uma considerável parte das defesas foram sacrificadas em prol do desenvolvimento urbano de Lagos, incluindo a demolição de três baluartes da zona ribeirinha, tendo permanecido apenas na toponímia local, como a Rua da Barroca e a Rua das Portas de Portugal. Também a Porta de São Gonçalo, que unia o interior da cidade às praias junto ao Forte da Ponta da Bandeira, acabou por se tornar num ponto de estrangulamento de tráfego, devido às reduzidas dimensões do arco no seu interior, e à configuração em cotovelo da Rua do Castelo, que impediam a circulação automóvel, dificultando o transporte de peixe. Assim, um artigo publicado no jornal Terra Algarvia de 23 de Fevereiro de 1930 propôs a instalação de um muro-cais entre o Forte da Ponta da Bandeira e o cais da alfândega, melhorando as condições de acesso ao molhe e as áreas da Ribeira e da Solaria, e ao mesmo tempo preservando a estrutura da Porta de São Gonçalo. Na década de 1940 foi instalado um oratório no Arco de São Gonçalo, em homenagem ao santo com o mesmo nome.
Em meados do século, Lagos foi uma das principais cidades abrangidas pelo programa das Comemorações dos Centenários, no V Centenário da Morte do Infante D. Henrique. As obras incluíram a abertura da Avenida dos Descobrimentos, e a realização de extensos trabalhos de remodelação no antigo perímetro defensivo de Lagos. Um dos principais focos desta intervenção de restauro foi no Castelo dos Governadores e nas muralhas anexas, tendo sido demolidos vários edifícios adossados e nas proximidades, incluindo a totalidade do Bairro da Ribeira, levando desta forma à eliminação de uma área de grande interesse do ponto de vista histórico, por ser um vestígio ainda do período henriquino. Uma das finalidades destas obras era a reconstrução do Castelo dos Governadores, embora tendo resultado na demolição de parte daquela estrutura. A Avenida dos Descobrimentos foi inaugurada em 7 de Agosto de 1960, tendo sido realizados grandes festejos na cidade de Lagos, com a presença do almirante Américo Tomás e do presidente brasileiro, Juscelino Kubitschek, que visitaram o castelo. Em 10 de Maio de 1969, Américo Tomás inaugurou a estátua de Gil Eanes, em frente ao Castelo dos Governadores.
Em 10 de Outubro de 1984, o Diário de Lisboa noticiou que tinha sido assinado um acordo entre a autarquia de Lagos e o Ministério do Equipamento Social para um grande programa de reabilitação urbana do centro histórico da cidade, que incluía a construção de um anfiteatro num dos ângulos das muralhas. Nessa altura, a Direcção-Geral dos Monumentos Nacionais estava a fazer obras de recuperação parcial das muralhas e de algumas das torres, e iniciou um programa de recuperação do Castelo dos Governadores, cuja zona estava muito degradada, e que deveria durar cerca de três anos e custar vinte mil contos. Em 1988 foi feita uma nova intervenção de restauro dos panos de muralha, com a aplicação de novos rebocos para proteger as estruturas originais, mas estas obras enfrentaram a oposição por parte dos habitantes de Lagos, e não chegaram a ser concluídas.

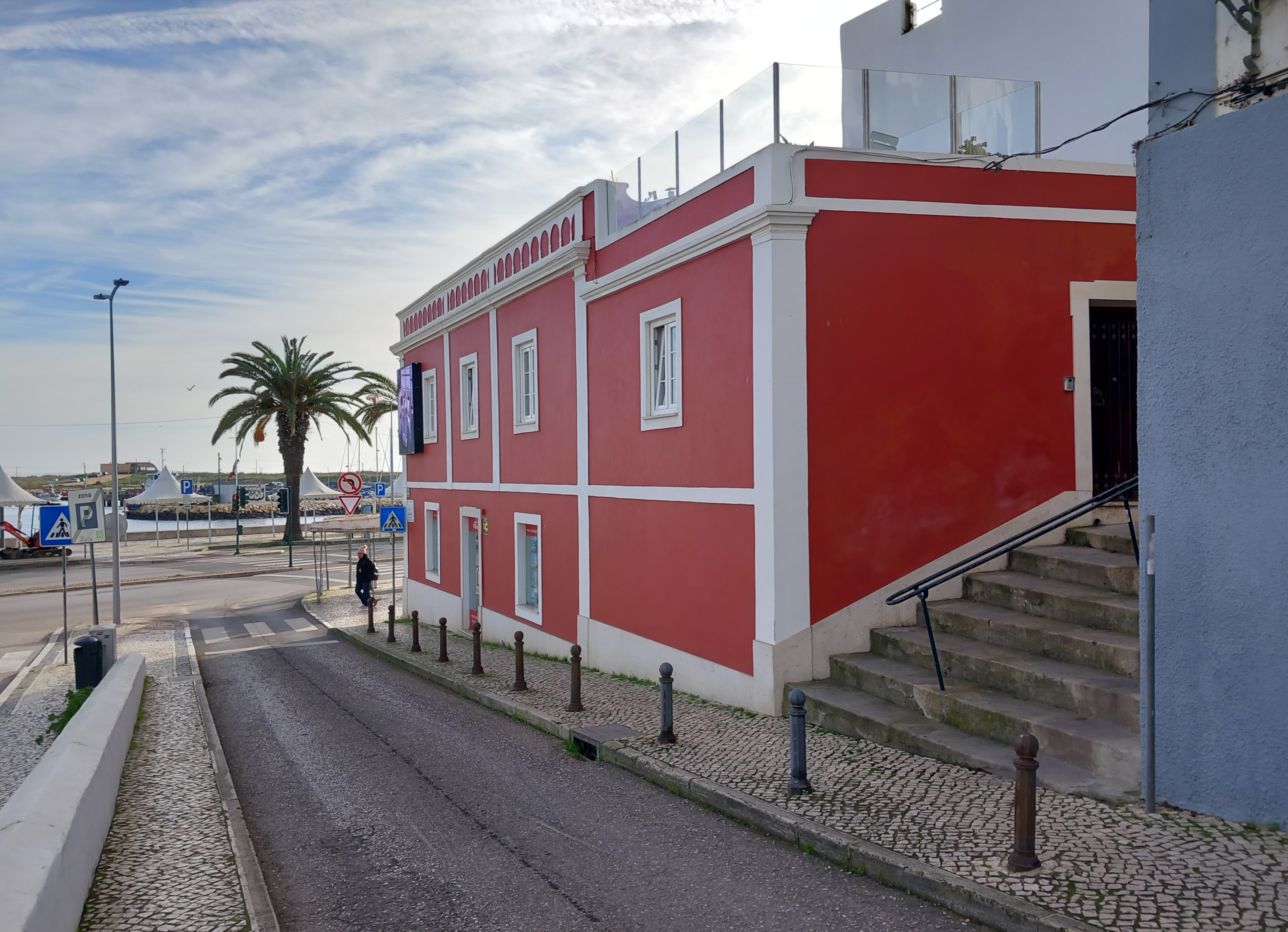
Antiga localização da Porta de Portugal, em 2022. Em primeiro plano encontra-se a Rua da Capelinha.

### Século XXI
Posteriormente, continuaram as várias obras de remodelação das antigas estruturas defensivas, destacando-se a adaptação do Baluarte da Vila a um observatório astronómico. Em 2018, a Câmara Municipal de Lagos lançou um concurso para obras de remodelação na zona nascente das muralhas de Lagos, junto ao Jardim da Constituição, e que engloba o Torreão da Ribeira, as duas torres albarrãs na Porta de São Gonçalo, a fachada Sul do Castelo dos Governadores mais o seu revelim, e o pano de muralha desde o primeiro torreão até ao Castelo dos Governadores. Esta empreitada teve o valor de 140 mil Euros, e um prazo de execução de quatro meses. Em Abril de 2019, a Revista Municipal de Lagos noticiou que a autarquia tinha adjudicado mais duas intervenções nas muralhas, que consistiam na manutenção na Rua da Barroca, e na recuperação do lanço nascente das muralhas. Em finais de 2019, foi aprovado o Orçamento e Plano de Actividades para 2020 da Câmara Municipal de Lagos, sendo uma das intervenções previstas o prosseguimento das obras de conservação e valorização das muralhas da cidade. Em Outubro de 2018, a divisão regional Sul da Ordem dos Arquitectos organizou em Lagoa a conferência Reabilitação do Património no Algarve - Caso de estudo: Conservação, reabilitação e valorização das muralhas de Lagos, que contou com a participação dos arquitectos Frederico Mendes Paula e José Aguiar. Esta palestra foi promovida no âmbito do programa da Câmara Municipal para a reabilitação das muralhas e torrões, tendo sido discutida a forma como o restauro deste monumento iria beneficiar a economia da cidade, e combater a sazonalidade turística. Em Novembro desse ano, a autarquia aprovou uma proposta de geminação com a cidade marroquina de El Jadida, que foi a antiga colónia portuguesa de Mazagão, tendo recentemente celebrado um acordo de geminação com a cidade de Alcácer Quibir. Um das propósitos desta iniciativa era a promoção turística das muralhas de Lagos a nível internacional, no contexto da formação da Rede de Fortificações da Fronteira Marítima, entidade que se procurava dinamizar através dos acordos que a cidade de Lagos tinha dentro da temática dos Descobrimentos Portugueses.
Em Março de 2021, a Câmara Municipal de Lagos estava a planear a transformação da área externa às muralhas entre a Rua Infante de Sagres e a Travessa do Cemitério num espaço verde, que deveria ser a terceira e última fase do Parque da Cidade. Além de zonas verdes, também estava planeada a instalação de lugares para estacionamento, vias pedestres e para ciclistas, e espaços para eventos. Também em 2021, a autarquia fez obras de restauro no lanço entre a Porta de São Gonçalo e o Castelo dos Governadores, como parte de um programa de reabilitação das muralhas. Em 2022 foram feitas obras de remodelação na antiga esquadra da Polícia de Segurança Pública, no sentido de a converter num pólo de arqueologia do Museu Municipal, tendo sido descobertos vestígios da muralha medieval e de uma das duas torres que protegiam a porta que se situava naquele local. Os vestígios da segunda torre já tinham sido encontrados durante as obras de remodelação do museu e da Igreja de Santo António, realizadas nos anos anteriores. Em Dezembro de 2022, a delegação de Lagos do partido Bloco de Esquerda criticou as condições em que se encontrava o património histórico da cidade, incluindo as antigas muralhas, tendo alertado que «há bastiões e largos trechos da muralha em acentuada degradação, para escárnio de uma classificação de um monumento nacional». No Plano e Orçamento para 2023 da Câmara Municipal de Lagos, foi prevista a realização de obras de restauro nos baluartes, como parte do programa para a reabilitação das Muralhas e Torreões de Lagos.
Durante uma sessão da Assembleia Municipal de Lagos em Fevereiro de 2024, foi aprovada uma proposta para reivindicar ao governo central a realização de «medidas urgentes face ao estado de degradação acelerada» em que se encontravam as muralhas.

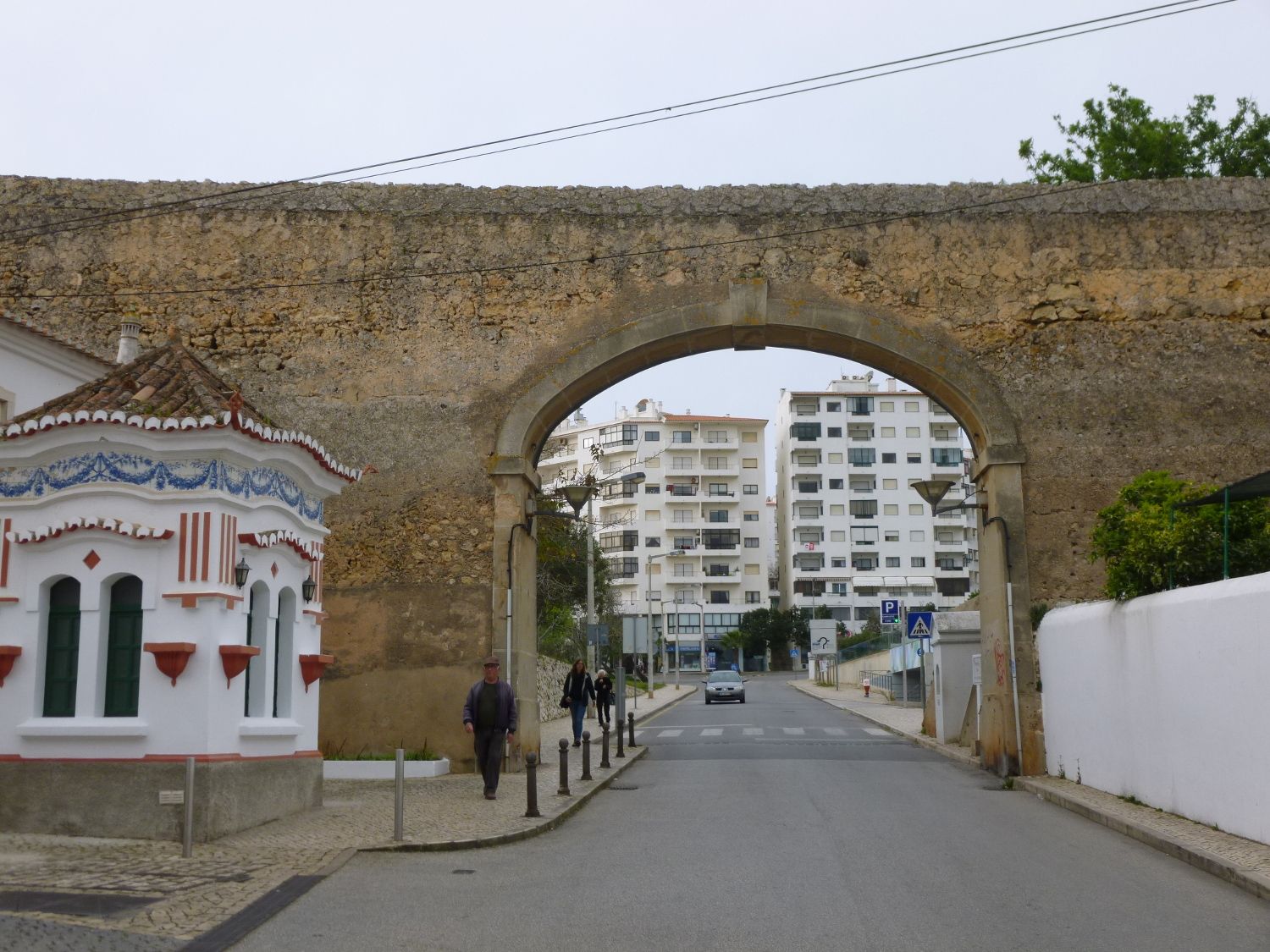
Abertura na muralha para a Estrada da Ponta da Piedade. Neste local situava-se a Porta da Praça de Armas.

## Leitura recomendada
- Muralhas de Lagos / Direcção-Geral dos Edifícios e Monumentos Nacionais. (Reed. facsimilada do Boletim n.º 104 da Direcção-Geral dos Edifícios e Monumentos Nacionais, publicado em 1961). Lagos: Câmara Municipal de Lagos. 2008
- ARMAS, Duarte de (2015) [1509-1510]. Livro das Fortalezas. Casal de Cambra: Caleidoscópio. 410 páginas. ISBN 978-989-658-260-9
- ARRUDA, Ana Margarida (2007). Laccobriga: A ocupação romana na Baía de Lagos. Lagos: Câmara Municipal de Lagos. 67 páginas. ISBN 978-972-8773-06-9
- BAPTISTA, José Alberto (2010). Lagos, o republicanismo e a administração municipal (1908-1914). Lagos: Câmara Municipal. 257 páginas
- GIL, Júlio (2005).  Bárbara Palla e Carmo, ed. Os mais belos castelos e fortalezas de Portugal. 2 volumes. Lisboa e Paço de Arcos: Verbo e Edimpresa. ISBN 989-612-097-8
- LOUREIRO, Rui Manuel (2008). Lagos e os Descobrimentos até 1460. Lagos: Câmara Municipal de Lagos. 145 páginas
- MARTINS, José António de Jesus (2006). Estudo histórico monográfico: A freguesia de Lagos-Santa Maria: Concelho de Lagos 2.ª ed. Lagos: Junta de Freguesia de Santa Maria. 194 páginas
- MARTINS, José António de Jesus (2001). Lagos Medieval. [S.l.: s.n.] 189 páginas. ISBN 972-97110-3-8
- PAULA, Glória de Santana (2001). Lagos (1745-1792): dinâmicas económicas e elites do poder. Lisboa: Estar. 454 páginas. ISBN 972-8095-87-2
- PEREIRA, Daniela Nunes (2017). A evolução urbanística de Lagos: (séculos XV-XVIII) 1.ª ed. Faro: Direção Regional de Cultura do Algarve. 174 páginas. ISBN 978-989-99521-7-1
- ROMÃO, Andreia;  et al. (2008).  DÍAZ-GUARDAMINO, Marta; MÓRAN, Elena, eds. Entre muralhas e templos: a intervenção arqueológica no largo de Santa Maria da Graça, Lagos (2004-2005). Lagos: Câmara Municipal de Lagos. 247 páginas. ISBN 978-989-95020-4-8